# Toile de la transition Agricole et Agroalimentaire à l’échelle de Cœur de Flandre Agglo
 (janvier 2025).
 (février 2025).
Motif : sujet ultra local. Promotion de la politique d'une agglo. Absence de sources secondaires de qualité, indépendantes et pérennes
- Archive Wikiwix
- Bing
- Cairn
- DuckDuckGo
- E. Universalis
- Gallica
- Google
- G. Books
- G. News
- G. Scholar
- Persée
- Qwant
- (zh) Baidu
- (ru) Yandex
- (wd) trouver des œuvres sur Wikidata

| 1. | Préciser le motif de la pose du bandeau. | Précisez le motif de la pose du bandeau en utilisant la syntaxe suivante : {{admissibilité à vérifier\|date=juillet 2025\|motif=remplacez ce texte par le motif}}                                                                                            |
| 2. | Informer les utilisateurs concernés.     | Pensez à avertir le créateur de l'article, par exemple, en insérant le code ci-dessous sur sa page de discussion : {{subst:avertissement admissibilité à vérifier\|Toile de la transition Agricole et Agroalimentaire à l’échelle de Cœur de Flandre Agglo}} |

 (janvier 2025).
 (janvier 2025).
La mise en forme du texte ne suit pas les recommandations de Wikipédia : il faut le « wikifier ».
Les points d'amélioration suivants sont les cas les plus fréquents :
- Les titres sont pré-formatés par le logiciel. Ils ne sont ni en capitales, ni en gras.
- Le texte ne doit pas être écrit en capitales (les noms de famille non plus), ni en gras, ni en italique, ni en « petit »…
- Le gras n'est utilisé que pour surligner le titre de l'article dans l'introduction, une seule fois.
- L'italique est rarement utilisé : mots en langue étrangère, titres d'œuvres, noms de bateaux, etc.
- Les citations ne sont pas en italique mais en corps de texte normal. Elles sont entourées par des guillemets français : « et ».
- Les listes à puces sont à éviter, des paragraphes rédigés étant largement préférés. Les tableaux sont à réserver à la présentation de données structurées (résultats, etc.).
- Les appels de note de bas de page (petits chiffres en exposant, introduits par l'outil «  Source ») sont à placer entre la fin de phrase et le point final[comme ça].
- Les liens internes (vers d'autres articles de Wikipédia) sont à choisir avec parcimonie. Créez des liens vers des articles approfondissant le sujet. Les termes génériques sans rapport avec le sujet sont à éviter, ainsi que les répétitions de liens vers un même terme.
- Les liens externes sont à placer uniquement dans une section « Liens externes », à la fin de l'article. Ces liens sont à choisir avec parcimonie suivant les règles définies. Si un lien sert de source à l'article, son insertion dans le texte est à faire par les notes de bas de page.
- La présentation des références doit suivre les conventions bibliographiques. Il est recommandé d'utiliser les modèles {{Ouvrage}}, {{Chapitre}}, {{Article}}, {{Lien web}} et/ou {{Bibliographie}}. Le mode d'édition visuel peut mettre en forme automatiquement les références.
- Insérer une infobox (cadre d'informations à droite) n'est pas obligatoire pour parachever la mise en page.

Pour une aide détaillée, merci de consulter Aide:Wikification.
Si vous pensez que ces points ont été résolus, vous pouvez retirer ce bandeau et améliorer la mise en forme d'un autre article.
 (février 2025).
S’inspirant de la méthodologie de la Toile industrielle, décrite par Joël de Rosnay dans Le Macroscope, la Toile de la transition agricole et agroalimentaire à l’échelle de la Communauté d'agglomération Cœur de Flandre est un outil d’analyse systémique conçu par l’Agence d’Urbanisme et de développement de la région Flandre-Dunkerque (AGUR). Elle complète une initiative similaire réalisée à l’échelle de la Région-Flandre-Dunkerque. Mises en perspective, les deux Toiles de la transition agricole et agroalimentaire fournissent une représentation qui facilite la compréhension des dynamiques et interactions en jeu à une échelle élargie, offrant ainsi une vision de plus en plus complète de l’écosystème agricole et agroalimentaire à l’échelle de l’Axe Flandre. Cette représentation étendue constitue un appui  pour des décisions concertées et l’élaboration d’actions communes à l'échelle territoriale.
À l’instar de sa prédécesseur, la seconde Toile de la transition agricole et agroalimentaire schématise l’ensemble des interactions, flux et dynamiques entre les acteurs de la filière agricole et agroalimentaire sur le territoire de la Communauté d’agglomération Cœur de Flandre.

## Contexte et description
La Toile de la transition agricole et agroalimentaire de Cœur de Flandre agglo s’inscrit dans le cadre des démarches de transition territoriale mises en place par l’intercommunalité, qui a été labellisée "PAT (Plan Alimentaire Territorial) émergent" en août 2021 et a obtenu la reconnaissance de niveau 2 en octobre 2024. Le PAT a pour objectif de structurer les filières locales en favorisant une agriculture durable et une alimentation locale et saine.
Dans ce cadre, la Toile a été élaborée pour identifier les acteurs clés de la filière – producteurs, transformateurs, distributeurs et consommateurs – et visualiser les liens qui les relient. Elle illustre les flux de matières premières, de produits agricoles bruts et d’aliments transformés, tant au sein de l'agglomération qu'avec les territoires environnants. Adoptant une approche en système ouvert, elle passe également les frontières administratives pour mettre en évidence les principales interdépendances, notamment à travers la quantification des échanges import-export avec les marchés extérieurs. En complément de sa représentation visuelle, la Toile intègre un ensemble de données qualitatives et quantitatives sur les flux, les acteurs et l’ensemble de la filière. Ces informations englobent des chiffres clés, des détails sur l’emploi, les volumes échangés, les contacts et les projets en développement.
La réalisation de cette Toile a été rendue possible grâce au soutien financier et technique de Cœur de Flandre agglo, de l’ADEME et de la fondation GRDF. Elle s’appuie également sur la mobilisation d’un large réseau d’acteurs : chambre d’agriculture des Hauts-de-France, collectivités, producteurs…

## Objectifs de la Toile
Cet outil a pour objectif principal de structurer et de synthétiser les informations clés relatives à l’agriculture et à l’agroalimentaire de la région. Il propose une vision globale des enjeux liés à la production, à la distribution, à la valorisation des circuits courts et à la promotion d’une alimentation durable.
Conçue pour répondre aux défis complexes du secteur, cette démarche vise à accompagner la mise en œuvre de politiques locales en faveur d’une agriculture plus respectueuse de l’environnement, de pratiques alimentaires responsables, et d’un soutien renforcé aux producteurs locaux en favorisant leur mise en relation avec les autres acteurs de la chaîne alimentaire.
Ses objectifs sont en effet multiples :
- comprendre les flux agricoles et agroalimentaires : la Toile permet de visualiser les relations entre les différents acteurs de la chaîne alimentaire ;
- parce qu’il est essentiel de soutenir le développement d’une agriculture durable et relocalisée, qui privilégie les circuits courts et la qualité des produits, la Toile peut également accompagner la transition agricole ;
- promouvoir la résilience territoriale en identifiant les leviers permettant de renforcer l’autonomie alimentaire des territoires tout en réduisant leur dépendance aux importations ;
- fournir une base d’analyse pour guider l’élaboration des politiques publiques dans le domaine agricole et alimentaire.

## Initiatives associées et impacts
La Toile de la transition agricole et agroalimentaire se positionne comme un catalyseur pour promouvoir les initiatives portées par l’intercommunalité et l’ensemble des parties prenantes. Elle met particulièrement en lumière les démarches visant à démocratiser l’accès à une alimentation locale, durable et solidaire, à l’image de la création, en 2022, de la marque « Je suis en Flandre ». Cette marque valorise les produits locaux, à condition qu’ils soient composés d’au moins 80 % d’ingrédients régionaux, promouvant ainsi les circuits courts tout en offrant aux consommateurs une traçabilité et une transparence accrues. 
Cette approche systémique, représentée par la Toile, permet en outre de visualiser et de renforcer les connexions entre les différents acteurs de l’écosystème agricole et agroalimentaire local. Elle sert d’outil d’aide à la décision, facilitant l’identification d’opportunités de développement et la mise en œuvre de stratégies alimentaires cohérentes à l’échelle du territoire.
Par ailleurs, la Toile s’avère précieuse pour simuler des scénarios prospectifs liés à des crises potentielles, comme les effets du changement climatique ou les bouleversements économiques similaires à ceux causés par le conflit en Ukraine, la crise sanitaire, … Ces simulations permettent dans ce contexte d’anticiper les risques, d’évaluer la capacité de résistance des systèmes alimentaires et agricoles et de suggérer des pistes pour renforcer la résilience des territoires face à ces défis.
À la différence des Toiles à portée plus large, telles que la Toile Industrielle ou la Toile de la transition énergétique, des micro-toiles sont également élaborées. Ces dernières ont pour objectif d'explorer plus en détail les filières caractéristiques et représentatives du territoire.
Parmi celles-ci et en complément de la Toile de la transition agricole et agroalimentaire, la micro-toile brassicole propose dans ce contexte une représentation holistique de l’écosystème brassicole du territoire. Cette dernière a joué un rôle déterminant dans la candidature de Cœur de Flandre agglo pour accueillir la future Cité régionale de la bière. Les données et analyses fournies par cet outil ont contribué à enrichir le diagnostic du dossier soumis en réponse à l’appel à manifestation d’intérêt lancé par la région Hauts-de-France. Cette approche ciblée a joué un rôle clé dans la sélection de Bailleul comme site d’implantation de ce projet.
La future Cité régionale de la bière, qui s'installera sur le site Nordlys, une ancienne usine textile à Bailleul, se veut un lieu expérientiel et immersif, consacré à la culture brassicole des Hauts-de-France. Il s'inscrit dans une stratégie plus large de développement du tourisme brassicole, s'appuyant sur les brasseries locales et les dernières houblonnières de la région.